# ペンシルベニア州の都市圏の一覧

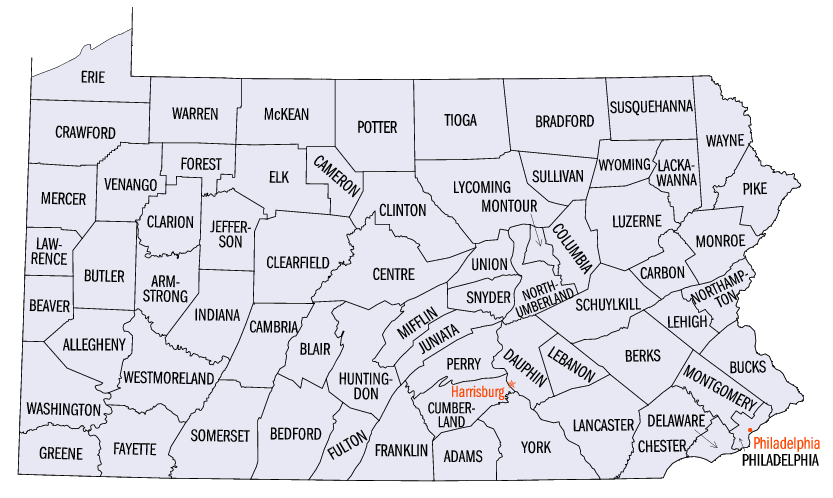
ペンシルベニア州の67郡を示す地図

本項目はペンシルベニア州の都市圏の一覧（ペンシルベニアしゅうのとしけんのいちらん）である。
アメリカ合衆国国勢調査局は、ペンシルベニア州に合同統計地域（CSA/広域都市圏）12ヶ所、大都市統計地域（MSA/都市圏）16ヶ所、および小都市統計地域（μSA/小都市圏）20ヶ所を定義している。を定義している。下表には、左列より以下の情報を示す。
- 合同統計地域（定義されている場合）の名称
- 合同統計地域の人口
- コアベース統計地域（大都市統計地域および小都市統計地域）の名称
- コアベース統計地域の人口
- 各統計地域に含まれる郡の名称
- 各統計地域に含まれる郡の人口

なお、下表においては、ペンシルベニア州と他州にまたがる合同統計地域およびコアベース統計地域については、名称と統計地域の総人口を青緑色で、ペンシルベニア州内の人口を黒色でそれぞれ示す。また、他州のコアベース統計地域、郡、計画地域、独立市、およびコロンビア特別区については、その名称と人口を緑色でそれぞれ示す。
下表における人口の数値はすべて2020年に行われた国勢調査時のものである。また、合同統計地域、コアベース統計地域（大都市統計地域・小都市統計地域）のいずれも、2023年7月21日時点での定義に従う。
| 合同統計地域                                                 | 人口                | コアベース統計地域                                 | 人口                | 郡/計画地域/独立市/特別区                        | 人口      |
| ------------------------------------------------------------ | ------------------- | -------------------------------------------------- | ------------------- | ------------------------------------------------ | --------- |
| フィラデルフィア・レディング・カムデン広域都市圏             | 7,379,700 4,646,980 | フィラデルフィア・カムデン・ウィルミントン都市圏   | 6,245,051 4,218,131 | フィラデルフィア郡                               | 1,603,797 |
| フィラデルフィア・レディング・カムデン広域都市圏             | 7,379,700 4,646,980 | フィラデルフィア・カムデン・ウィルミントン都市圏   | 6,245,051 4,218,131 | モントゴメリー郡                                 | 856,553   |
| フィラデルフィア・レディング・カムデン広域都市圏             | 7,379,700 4,646,980 | フィラデルフィア・カムデン・ウィルミントン都市圏   | 6,245,051 4,218,131 | バックス郡                                       | 646,538   |
| フィラデルフィア・レディング・カムデン広域都市圏             | 7,379,700 4,646,980 | フィラデルフィア・カムデン・ウィルミントン都市圏   | 6,245,051 4,218,131 | デラウェア郡                                     | 576,830   |
| フィラデルフィア・レディング・カムデン広域都市圏             | 7,379,700 4,646,980 | フィラデルフィア・カムデン・ウィルミントン都市圏   | 6,245,051 4,218,131 | デラウェア州ニューカッスル郡                     | 570,719   |
| フィラデルフィア・レディング・カムデン広域都市圏             | 7,379,700 4,646,980 | フィラデルフィア・カムデン・ウィルミントン都市圏   | 6,245,051 4,218,131 | チェスター郡                                     | 534,413   |
| フィラデルフィア・レディング・カムデン広域都市圏             | 7,379,700 4,646,980 | フィラデルフィア・カムデン・ウィルミントン都市圏   | 6,245,051 4,218,131 | ニュージャージー州カムデン郡                     | 523,485   |
| フィラデルフィア・レディング・カムデン広域都市圏             | 7,379,700 4,646,980 | フィラデルフィア・カムデン・ウィルミントン都市圏   | 6,245,051 4,218,131 | ニュージャージー州バーリントン郡                 | 461,860   |
| フィラデルフィア・レディング・カムデン広域都市圏             | 7,379,700 4,646,980 | フィラデルフィア・カムデン・ウィルミントン都市圏   | 6,245,051 4,218,131 | ニュージャージー州グロースター郡                 | 302,294   |
| フィラデルフィア・レディング・カムデン広域都市圏             | 7,379,700 4,646,980 | フィラデルフィア・カムデン・ウィルミントン都市圏   | 6,245,051 4,218,131 | メリーランド州セシル郡                           | 103,725   |
| フィラデルフィア・レディング・カムデン広域都市圏             | 7,379,700 4,646,980 | フィラデルフィア・カムデン・ウィルミントン都市圏   | 6,245,051 4,218,131 | ニュージャージー州セーラム郡                     | 64,837    |
| フィラデルフィア・レディング・カムデン広域都市圏             | 7,379,700 4,646,980 | レディング都市圏                                   | 428,849             | バークス郡                                       | 428,849   |
| フィラデルフィア・レディング・カムデン広域都市圏             | 7,379,700 4,646,980 | アトランティックシティ・ハモントン都市圏           | 369,797             | ニュージャージー州アトランティック郡             | 274,534   |
| フィラデルフィア・レディング・カムデン広域都市圏             | 7,379,700 4,646,980 | アトランティックシティ・ハモントン都市圏           | 369,797             | ニュージャージー州ケープ・メイ郡                 | 95,263    |
| フィラデルフィア・レディング・カムデン広域都市圏             | 7,379,700 4,646,980 | ドーバー都市圏                                     | 181,851             | デラウェア州ケント郡                             | 181,851   |
| フィラデルフィア・レディング・カムデン広域都市圏             | 7,379,700 4,646,980 | バインランド都市圏                                 | 154,152             | ニュージャージー州カンバーランド郡               | 154,152   |
| ピッツバーグ・ウィアトン・スチューベンビル広域都市圏         | 2,767,801 2,650,898 | ピッツバーグ都市圏                                 | 2,457,000           | アルゲイニー郡                                   | 1,250,578 |
| ピッツバーグ・ウィアトン・スチューベンビル広域都市圏         | 2,767,801 2,650,898 | ピッツバーグ都市圏                                 | 2,457,000           | ウェストモアランド郡                             | 354,663   |
| ピッツバーグ・ウィアトン・スチューベンビル広域都市圏         | 2,767,801 2,650,898 | ピッツバーグ都市圏                                 | 2,457,000           | ワシントン郡                                     | 209,349   |
| ピッツバーグ・ウィアトン・スチューベンビル広域都市圏         | 2,767,801 2,650,898 | ピッツバーグ都市圏                                 | 2,457,000           | バトラー郡                                       | 193,763   |
| ピッツバーグ・ウィアトン・スチューベンビル広域都市圏         | 2,767,801 2,650,898 | ピッツバーグ都市圏                                 | 2,457,000           | ビーバー郡                                       | 168,215   |
| ピッツバーグ・ウィアトン・スチューベンビル広域都市圏         | 2,767,801 2,650,898 | ピッツバーグ都市圏                                 | 2,457,000           | ファイエット郡                                   | 128,804   |
| ピッツバーグ・ウィアトン・スチューベンビル広域都市圏         | 2,767,801 2,650,898 | ピッツバーグ都市圏                                 | 2,457,000           | ローレンス郡                                     | 86,070    |
| ピッツバーグ・ウィアトン・スチューベンビル広域都市圏         | 2,767,801 2,650,898 | ピッツバーグ都市圏                                 | 2,457,000           | アームストロング郡                               | 65,558    |
| ピッツバーグ・ウィアトン・スチューベンビル広域都市圏         | 2,767,801 2,650,898 | ウィアトン・スチューベンビル都市圏                 | 116,903             | オハイオ州ジェファーソン郡                       | 65,249    |
| ピッツバーグ・ウィアトン・スチューベンビル広域都市圏         | 2,767,801 2,650,898 | ウィアトン・スチューベンビル都市圏                 | 116,903             | ウェストバージニア州ハンコック郡                 | 29,095    |
| ピッツバーグ・ウィアトン・スチューベンビル広域都市圏         | 2,767,801 2,650,898 | ウィアトン・スチューベンビル都市圏                 | 116,903             | ウェストバージニア州ブルック郡                   | 22,559    |
| ピッツバーグ・ウィアトン・スチューベンビル広域都市圏         | 2,767,801 2,650,898 | アーミテージ小都市圏                               | 110,652             | マーサー郡                                       | 110,652   |
| ピッツバーグ・ウィアトン・スチューベンビル広域都市圏         | 2,767,801 2,650,898 | インディアナ小都市圏                               | 83,246              | インディアナ郡                                   | 83,246    |
| ハリスバーグ・ヨーク・レバノン広域都市圏                     | 1,295,259           | ハリスバーグ・カーライル都市圏                     | 591,712             | ドーフィン郡                                     | 286,401   |
| ハリスバーグ・ヨーク・レバノン広域都市圏                     | 1,295,259           | ハリスバーグ・カーライル都市圏                     | 591,712             | カンバーランド郡                                 | 259,469   |
| ハリスバーグ・ヨーク・レバノン広域都市圏                     | 1,295,259           | ハリスバーグ・カーライル都市圏                     | 591,712             | ペリー郡                                         | 45,842    |
| ハリスバーグ・ヨーク・レバノン広域都市圏                     | 1,295,259           | ヨーク・ハノーバー都市圏                           | 456,438             | ヨーク郡                                         | 456,438   |
| ハリスバーグ・ヨーク・レバノン広域都市圏                     | 1,295,259           | レバノン都市圏                                     | 143,257             | レバノン郡                                       | 143,257   |
| ハリスバーグ・ヨーク・レバノン広域都市圏                     | 1,295,259           | ゲティスバーグ都市圏                               | 103,852             | アダムズ郡                                       | 103,852   |
| アレンタウン・ベスレヘム・イーストストラウズバーグ広域都市圏 | 1,030,216 920,584   | アレンタウン・ベスレヘム・イーストン都市圏         | 861,889 752,257     | リーハイ郡                                       | 374,557   |
| アレンタウン・ベスレヘム・イーストストラウズバーグ広域都市圏 | 1,030,216 920,584   | アレンタウン・ベスレヘム・イーストン都市圏         | 861,889 752,257     | ノーサンプトン郡                                 | 312,951   |
| アレンタウン・ベスレヘム・イーストストラウズバーグ広域都市圏 | 1,030,216 920,584   | アレンタウン・ベスレヘム・イーストン都市圏         | 861,889 752,257     | ニュージャージー州ウォーレン郡                   | 109,632   |
| アレンタウン・ベスレヘム・イーストストラウズバーグ広域都市圏 | 1,030,216 920,584   | アレンタウン・ベスレヘム・イーストン都市圏         | 861,889 752,257     | カーボン郡                                       | 64,749    |
| アレンタウン・ベスレヘム・イーストストラウズバーグ広域都市圏 | 1,030,216 920,584   | イーストストラウズバーグ小都市圏                   | 168,327             | モンロー郡                                       | 168,327   |
|                                                              |                     | スクラントン・ウィルクスバリ都市圏                 | 567,559             | ルザーン郡                                       | 325,594   |
| ラッカワナ郡                                                 | 215,896             | スクラントン・ウィルクスバリ都市圏                 | 567,559             |                                                  |           |
| ワイオミング郡                                               | 26,069              | スクラントン・ウィルクスバリ都市圏                 | 567,559             |                                                  |           |
|                                                              |                     | ランカスター都市圏                                 | 552,984             | ランカスター郡                                   | 552,984   |
| エリー・ミードビル広域都市圏                                 | 354,814             | エリー都市圏                                       | 270,876             | エリー郡                                         | 270,876   |
| エリー・ミードビル広域都市圏                                 | 354,814             | ミードビル小都市圏                                 | 83,938              | クロフォード郡                                   | 83,938    |
| ブルームズバーグ・バーウィック・サンベリー広域都市圏         | 256,927             | サンベリー小都市圏                                 | 109,783             | ノーサンバーランド郡                             | 91,647    |
| ブルームズバーグ・バーウィック・サンベリー広域都市圏         | 256,927             | サンベリー小都市圏                                 | 109,783             | モンツアー郡                                     | 18,136    |
| ブルームズバーグ・バーウィック・サンベリー広域都市圏         | 256,927             | ブルームズバーグ・バーウィック小都市圏             | 64,727              | コロンビア郡                                     | 64,727    |
| ブルームズバーグ・バーウィック・サンベリー広域都市圏         | 256,927             | ルイスバーグ小都市圏                               | 42,681              | ユニオン郡                                       | 42,681    |
| ブルームズバーグ・バーウィック・サンベリー広域都市圏         | 256,927             | セリンズグローブ小都市圏                           | 39,736              | スナイダー郡                                     | 39,736    |
| ステートカレッジ・ドゥボイス都市圏                           | 238,734             | ステートカレッジ都市圏                             | 158,172             | センター郡                                       | 158,172   |
| ステートカレッジ・ドゥボイス都市圏                           | 238,734             | ドゥボイス小都市圏                                 | 80,562              | クリアフィールド郡                               | 80,562    |
| ジョンズタウン・サマーセット広域都市圏                       | 207,601             | ジョンズタウン都市圏                               | 133,472             | カンブリア郡                                     | 133,472   |
| ジョンズタウン・サマーセット広域都市圏                       | 207,601             | サマーセット小都市圏                               | 74,129              | サマーセット郡                                   | 74,129    |
| アルトゥーナ・ハンティンドン広域都市圏                       | 166,914             | アルトゥーナ都市圏                                 | 122,822             | ブレア郡                                         | 122,822   |
| アルトゥーナ・ハンティンドン広域都市圏                       | 166,914             | ハンティンドン小都市圏                             | 44,092              | ハンティンドン郡                                 | 44,092    |
| ワシントン・ボルチモア・アーリントン広域都市圏               | 10,028,331 155,932  | ワシントン・アーリントン・アレクサンドリア都市圏   | 6,278,542           | バージニア州フェアファックス郡                   | 1,150,309 |
| ワシントン・ボルチモア・アーリントン広域都市圏               | 10,028,331 155,932  | ワシントン・アーリントン・アレクサンドリア都市圏   | 6,278,542           | メリーランド州モントゴメリー郡                   | 1,062,061 |
| ワシントン・ボルチモア・アーリントン広域都市圏               | 10,028,331 155,932  | ワシントン・アーリントン・アレクサンドリア都市圏   | 6,278,542           | メリーランド州プリンスジョージズ郡               | 967,201   |
| ワシントン・ボルチモア・アーリントン広域都市圏               | 10,028,331 155,932  | ワシントン・アーリントン・アレクサンドリア都市圏   | 6,278,542           | コロンビア特別区                                 | 689,545   |
| ワシントン・ボルチモア・アーリントン広域都市圏               | 10,028,331 155,932  | ワシントン・アーリントン・アレクサンドリア都市圏   | 6,278,542           | バージニア州プリンスウィリアム郡                 | 482,204   |
| ワシントン・ボルチモア・アーリントン広域都市圏               | 10,028,331 155,932  | ワシントン・アーリントン・アレクサンドリア都市圏   | 6,278,542           | バージニア州ラウドン郡                           | 420,959   |
| ワシントン・ボルチモア・アーリントン広域都市圏               | 10,028,331 155,932  | ワシントン・アーリントン・アレクサンドリア都市圏   | 6,278,542           | メリーランド州フレデリック郡                     | 271,717   |
| ワシントン・ボルチモア・アーリントン広域都市圏               | 10,028,331 155,932  | ワシントン・アーリントン・アレクサンドリア都市圏   | 6,278,542           | バージニア州アーリントン郡                       | 238,643   |
| ワシントン・ボルチモア・アーリントン広域都市圏               | 10,028,331 155,932  | ワシントン・アーリントン・アレクサンドリア都市圏   | 6,278,542           | メリーランド州チャールズ郡                       | 166,617   |
| ワシントン・ボルチモア・アーリントン広域都市圏               | 10,028,331 155,932  | ワシントン・アーリントン・アレクサンドリア都市圏   | 6,278,542           | バージニア州アレクサンドリア市                   | 159,467   |
| ワシントン・ボルチモア・アーリントン広域都市圏               | 10,028,331 155,932  | ワシントン・アーリントン・アレクサンドリア都市圏   | 6,278,542           | バージニア州スタフォード郡                       | 156,927   |
| ワシントン・ボルチモア・アーリントン広域都市圏               | 10,028,331 155,932  | ワシントン・アーリントン・アレクサンドリア都市圏   | 6,278,542           | バージニア州スポットシルバニア郡                 | 140,032   |
| ワシントン・ボルチモア・アーリントン広域都市圏               | 10,028,331 155,932  | ワシントン・アーリントン・アレクサンドリア都市圏   | 6,278,542           | バージニア州フォーキア郡                         | 72,972    |
| ワシントン・ボルチモア・アーリントン広域都市圏               | 10,028,331 155,932  | ワシントン・アーリントン・アレクサンドリア都市圏   | 6,278,542           | ウェストバージニア州ジェファーソン郡             | 57,701    |
| ワシントン・ボルチモア・アーリントン広域都市圏               | 10,028,331 155,932  | ワシントン・アーリントン・アレクサンドリア都市圏   | 6,278,542           | バージニア州カルペパー郡                         | 52,552    |
| ワシントン・ボルチモア・アーリントン広域都市圏               | 10,028,331 155,932  | ワシントン・アーリントン・アレクサンドリア都市圏   | 6,278,542           | バージニア州マナサス市                           | 42,772    |
| ワシントン・ボルチモア・アーリントン広域都市圏               | 10,028,331 155,932  | ワシントン・アーリントン・アレクサンドリア都市圏   | 6,278,542           | バージニア州ウォーレン郡                         | 40,727    |
| ワシントン・ボルチモア・アーリントン広域都市圏               | 10,028,331 155,932  | ワシントン・アーリントン・アレクサンドリア都市圏   | 6,278,542           | バージニア州フレデリックスバーグ市               | 27,982    |
| ワシントン・ボルチモア・アーリントン広域都市圏               | 10,028,331 155,932  | ワシントン・アーリントン・アレクサンドリア都市圏   | 6,278,542           | バージニア州フェアファックス市                   | 24,146    |
| ワシントン・ボルチモア・アーリントン広域都市圏               | 10,028,331 155,932  | ワシントン・アーリントン・アレクサンドリア都市圏   | 6,278,542           | バージニア州マナサスパーク市                     | 17,219    |
| ワシントン・ボルチモア・アーリントン広域都市圏               | 10,028,331 155,932  | ワシントン・アーリントン・アレクサンドリア都市圏   | 6,278,542           | バージニア州クラーク郡                           | 14,783    |
| ワシントン・ボルチモア・アーリントン広域都市圏               | 10,028,331 155,932  | ワシントン・アーリントン・アレクサンドリア都市圏   | 6,278,542           | バージニア州フォールズチャーチ市                 | 14,658    |
| ワシントン・ボルチモア・アーリントン広域都市圏               | 10,028,331 155,932  | ワシントン・アーリントン・アレクサンドリア都市圏   | 6,278,542           | バージニア州ラッパハンノック郡                   | 7,348     |
| ワシントン・ボルチモア・アーリントン広域都市圏               | 10,028,331 155,932  | ボルチモア・コロンビア・タウソン都市圏             | 2,844,510           | メリーランド州ボルチモア郡                       | 854,535   |
| ワシントン・ボルチモア・アーリントン広域都市圏               | 10,028,331 155,932  | ボルチモア・コロンビア・タウソン都市圏             | 2,844,510           | メリーランド州アンアルンデル郡                   | 588,261   |
| ワシントン・ボルチモア・アーリントン広域都市圏               | 10,028,331 155,932  | ボルチモア・コロンビア・タウソン都市圏             | 2,844,510           | メリーランド州ボルチモア市                       | 585,708   |
| ワシントン・ボルチモア・アーリントン広域都市圏               | 10,028,331 155,932  | ボルチモア・コロンビア・タウソン都市圏             | 2,844,510           | メリーランド州ハワード郡                         | 332,317   |
| ワシントン・ボルチモア・アーリントン広域都市圏               | 10,028,331 155,932  | ボルチモア・コロンビア・タウソン都市圏             | 2,844,510           | メリーランド州ハーフォード郡                     | 260,924   |
| ワシントン・ボルチモア・アーリントン広域都市圏               | 10,028,331 155,932  | ボルチモア・コロンビア・タウソン都市圏             | 2,844,510           | メリーランド州キャロル郡                         | 172,891   |
| ワシントン・ボルチモア・アーリントン広域都市圏               | 10,028,331 155,932  | ボルチモア・コロンビア・タウソン都市圏             | 2,844,510           | メリーランド州クイーンアンズ郡                   | 49,874    |
| ワシントン・ボルチモア・アーリントン広域都市圏               | 10,028,331 155,932  | ヘイガーズタウン・マーティンズバーグ都市圏         | 293,844             | メリーランド州ワシントン郡                       | 154,705   |
| ワシントン・ボルチモア・アーリントン広域都市圏               | 10,028,331 155,932  | ヘイガーズタウン・マーティンズバーグ都市圏         | 293,844             | ウェストバージニア州バークレー郡                 | 122,076   |
| ワシントン・ボルチモア・アーリントン広域都市圏               | 10,028,331 155,932  | ヘイガーズタウン・マーティンズバーグ都市圏         | 293,844             | ウェストバージニア州モーガン郡                   | 17,063    |
| ワシントン・ボルチモア・アーリントン広域都市圏               | 10,028,331 155,932  | レキシントンパーク都市圏                           | 206,560             | メリーランド州セントメアリーズ郡                 | 113,777   |
| ワシントン・ボルチモア・アーリントン広域都市圏               | 10,028,331 155,932  | レキシントンパーク都市圏                           | 206,560             | メリーランド州カルバート郡                       | 92,783    |
| ワシントン・ボルチモア・アーリントン広域都市圏               | 10,028,331 155,932  | チェンバーズバーグ都市圏                           | 155,932             | フランクリン郡                                   | 155,932   |
| ワシントン・ボルチモア・アーリントン広域都市圏               | 10,028,331 155,932  | ウィンチェスター都市圏                             | 142,632             | バージニア州フレデリック郡                       | 91,419    |
| ワシントン・ボルチモア・アーリントン広域都市圏               | 10,028,331 155,932  | ウィンチェスター都市圏                             | 142,632             | バージニア州ウィンチェスター市                   | 28,120    |
| ワシントン・ボルチモア・アーリントン広域都市圏               | 10,028,331 155,932  | ウィンチェスター都市圏                             | 142,632             | ウェストバージニア州ハンプシャー郡               | 23,093    |
| ワシントン・ボルチモア・アーリントン広域都市圏               | 10,028,331 155,932  | イーストン小都市圏                                 | 37,526              | メリーランド州タルボット郡                       | 37,526    |
| ワシントン・ボルチモア・アーリントン広域都市圏               | 10,028,331 155,932  | レイク・オブ・ザ・ウッズ小都市圏                   | 36,254              | バージニア州オレンジ郡                           | 36,254    |
| ワシントン・ボルチモア・アーリントン広域都市圏               | 10,028,331 155,932  | ケンブリッジ小都市圏                               | 32,531              | メリーランド州ドーチェスター郡                   | 32,531    |
| ウィリアムズポート・ロックヘイブン広域都市圏                 | 151,618             | ウィリアムズポート都市圏                           | 114,188             | ライカミング郡                                   | 114,188   |
| ウィリアムズポート・ロックヘイブン広域都市圏                 | 151,618             | ロックヘイブン小都市圏                             | 37,450              | クリントン郡                                     | 37,450    |
|                                                              |                     | ポッツビル小都市圏                                 | 143,049             | スクーカル郡                                     | 143,049   |
|                                                              |                     | セーア小都市圏                                     | 59,967              | ブラッドフォード郡                               | 59,967    |
| ニューヨーク・ニューアーク広域都市圏                         | 22,093,604 58,535   | ニューヨーク・ニューアーク・ジャージーシティ都市圏 | 19,743,606          | ニューヨーク州キングス郡                         | 2,736,074 |
| ニューヨーク・ニューアーク広域都市圏                         | 22,093,604 58,535   | ニューヨーク・ニューアーク・ジャージーシティ都市圏 | 19,743,606          | ニューヨーク州クイーンズ郡                       | 2,405,464 |
| ニューヨーク・ニューアーク広域都市圏                         | 22,093,604 58,535   | ニューヨーク・ニューアーク・ジャージーシティ都市圏 | 19,743,606          | ニューヨーク州ニューヨーク郡                     | 1,694,251 |
| ニューヨーク・ニューアーク広域都市圏                         | 22,093,604 58,535   | ニューヨーク・ニューアーク・ジャージーシティ都市圏 | 19,743,606          | ニューヨーク州サフォーク郡                       | 1,525,920 |
| ニューヨーク・ニューアーク広域都市圏                         | 22,093,604 58,535   | ニューヨーク・ニューアーク・ジャージーシティ都市圏 | 19,743,606          | ニューヨーク州ブロンクス郡                       | 1,472,654 |
| ニューヨーク・ニューアーク広域都市圏                         | 22,093,604 58,535   | ニューヨーク・ニューアーク・ジャージーシティ都市圏 | 19,743,606          | ニューヨーク州ナッソー郡                         | 1,395,774 |
| ニューヨーク・ニューアーク広域都市圏                         | 22,093,604 58,535   | ニューヨーク・ニューアーク・ジャージーシティ都市圏 | 19,743,606          | ニューヨーク州ウェストチェスター郡               | 1,004,457 |
| ニューヨーク・ニューアーク広域都市圏                         | 22,093,604 58,535   | ニューヨーク・ニューアーク・ジャージーシティ都市圏 | 19,743,606          | ニュージャージー州バーゲン郡                     | 955,732   |
| ニューヨーク・ニューアーク広域都市圏                         | 22,093,604 58,535   | ニューヨーク・ニューアーク・ジャージーシティ都市圏 | 19,743,606          | ニュージャージー州エセックス郡                   | 863,728   |
| ニューヨーク・ニューアーク広域都市圏                         | 22,093,604 58,535   | ニューヨーク・ニューアーク・ジャージーシティ都市圏 | 19,743,606          | ニュージャージー州ミドルセックス郡               | 863,162   |
| ニューヨーク・ニューアーク広域都市圏                         | 22,093,604 58,535   | ニューヨーク・ニューアーク・ジャージーシティ都市圏 | 19,743,606          | ニュージャージー州ハドソン郡                     | 724,854   |
| ニューヨーク・ニューアーク広域都市圏                         | 22,093,604 58,535   | ニューヨーク・ニューアーク・ジャージーシティ都市圏 | 19,743,606          | ニュージャージー州モンマス郡                     | 643,615   |
| ニューヨーク・ニューアーク広域都市圏                         | 22,093,604 58,535   | ニューヨーク・ニューアーク・ジャージーシティ都市圏 | 19,743,606          | ニュージャージー州オーシャン郡                   | 637,229   |
| ニューヨーク・ニューアーク広域都市圏                         | 22,093,604 58,535   | ニューヨーク・ニューアーク・ジャージーシティ都市圏 | 19,743,606          | ニュージャージー州ユニオン郡                     | 575,345   |
| ニューヨーク・ニューアーク広域都市圏                         | 22,093,604 58,535   | ニューヨーク・ニューアーク・ジャージーシティ都市圏 | 19,743,606          | ニュージャージー州パセイック郡                   | 524,118   |
| ニューヨーク・ニューアーク広域都市圏                         | 22,093,604 58,535   | ニューヨーク・ニューアーク・ジャージーシティ都市圏 | 19,743,606          | ニュージャージー州モリス郡                       | 509,285   |
| ニューヨーク・ニューアーク広域都市圏                         | 22,093,604 58,535   | ニューヨーク・ニューアーク・ジャージーシティ都市圏 | 19,743,606          | ニューヨーク州リッチモンド郡                     | 495,747   |
| ニューヨーク・ニューアーク広域都市圏                         | 22,093,604 58,535   | ニューヨーク・ニューアーク・ジャージーシティ都市圏 | 19,743,606          | ニュージャージー州ソマーセット郡                 | 345,361   |
| ニューヨーク・ニューアーク広域都市圏                         | 22,093,604 58,535   | ニューヨーク・ニューアーク・ジャージーシティ都市圏 | 19,743,606          | ニューヨーク州ロックランド郡                     | 338,329   |
| ニューヨーク・ニューアーク広域都市圏                         | 22,093,604 58,535   | ニューヨーク・ニューアーク・ジャージーシティ都市圏 | 19,743,606          | ニュージャージー州サセックス郡                   | 144,221   |
| ニューヨーク・ニューアーク広域都市圏                         | 22,093,604 58,535   | ニューヨーク・ニューアーク・ジャージーシティ都市圏 | 19,743,606          | ニュージャージー州ハンタードン郡                 | 128,947   |
| ニューヨーク・ニューアーク広域都市圏                         | 22,093,604 58,535   | ニューヨーク・ニューアーク・ジャージーシティ都市圏 | 19,743,606          | ニューヨーク州パットナム郡                       | 97,668    |
| ニューヨーク・ニューアーク広域都市圏                         | 22,093,604 58,535   | ブリッジポート・スタンフォード・ダンバリー都市圏   | 946,327             | コネチカット州ウェスタン・コネチカット計画地域   | 620,549   |
| ニューヨーク・ニューアーク広域都市圏                         | 22,093,604 58,535   | ブリッジポート・スタンフォード・ダンバリー都市圏   | 946,327             | コネチカット州グレーター・ブリッジポート計画地域 | 325,778   |
| ニューヨーク・ニューアーク広域都市圏                         | 22,093,604 58,535   | カーヤスジョエル・ポキプシー・ニューバーグ都市圏   | 697,221             | ニューヨーク州オレンジ郡                         | 401,310   |
| ニューヨーク・ニューアーク広域都市圏                         | 22,093,604 58,535   | カーヤスジョエル・ポキプシー・ニューバーグ都市圏   | 697,221             | ニューヨーク州ダッチェス郡                       | 295,911   |
| ニューヨーク・ニューアーク広域都市圏                         | 22,093,604 58,535   | トレントン・プリンストン都市圏                     | 387,340             | ニュージャージー州マーサー郡                     | 387,340   |
| ニューヨーク・ニューアーク広域都市圏                         | 22,093,604 58,535   | キングストン都市圏                                 | 181,851             | ニューヨーク州ウルスター郡                       | 181,851   |
| ニューヨーク・ニューアーク広域都市圏                         | 22,093,604 58,535   | モンティチェロ小都市圏                             | 78,624              | ニューヨーク州サリバン郡                         | 78,624    |
| ニューヨーク・ニューアーク広域都市圏                         | 22,093,604 58,535   | ヘムロックファームズ小都市圏                       | 58,535              | パイク郡                                         | 58,535    |
|                                                              |                     | オイルシティ小都市圏                               | 50,454              | ベナンゴ郡                                       | 50,454    |
|                                                              |                     | ルイスタウン小都市圏                               | 46,143              | ミフリン郡                                       | 46,143    |
|                                                              |                     | ブラッドフォード小都市圏                           | 40,432              | マッキーン郡                                     | 40,432    |
|                                                              |                     | ウォーレン小都市圏                                 | 38,587              | ウォーレン郡                                     | 38,587    |
|                                                              |                     | セントメアリーズ小都市圏                           | 30,990              | エルク郡                                         | 30,990    |
| （設定無し）                                                 | （設定無し）        | （設定無し）                                       | （設定無し）        | ウェイン郡                                       | 51,155    |
| （設定無し）                                                 | （設定無し）        | （設定無し）                                       | （設定無し）        | ベッドフォード郡                                 | 47,577    |
| （設定無し）                                                 | （設定無し）        | （設定無し）                                       | （設定無し）        | ジェファーソン郡                                 | 44,492    |
| （設定無し）                                                 | （設定無し）        | （設定無し）                                       | （設定無し）        | タイオガ郡                                       | 41,045    |
| （設定無し）                                                 | （設定無し）        | （設定無し）                                       | （設定無し）        | サスケハナ郡                                     | 38,434    |
| （設定無し）                                                 | （設定無し）        | （設定無し）                                       | （設定無し）        | クラリオン郡                                     | 37,241    |
| （設定無し）                                                 | （設定無し）        | （設定無し）                                       | （設定無し）        | グリーン郡                                       | 35,954    |
| （設定無し）                                                 | （設定無し）        | （設定無し）                                       | （設定無し）        | ジュニアータ郡                                   | 23,509    |
| （設定無し）                                                 | （設定無し）        | （設定無し）                                       | （設定無し）        | ポッター郡                                       | 16,396    |
| （設定無し）                                                 | （設定無し）        | （設定無し）                                       | （設定無し）        | フルトン郡                                       | 14,556    |
| （設定無し）                                                 | （設定無し）        | （設定無し）                                       | （設定無し）        | フォレスト郡                                     | 6,973     |
| （設定無し）                                                 | （設定無し）        | （設定無し）                                       | （設定無し）        | サリバン郡                                       | 5,840     |
| （設定無し）                                                 | （設定無し）        | （設定無し）                                       | （設定無し）        | カメロン郡                                       | 4,547     |

## 註
1. ↑  QuickFacts. U.S. Census Bureau. 2020年.
2. ↑  OMB Bulletin No. 23-01, Revised Delineations of Metropolitan Statistical Areas, Micropolitan Statistical Areas, and Combined Statistical Areas, and Guidance on Uses of the Delineations of These Areas. Office of Management and Budget. 2023年7月21日.